# 陈谋卫矛
陈谋卫矛（学名：Euonymus chenmoui）为卫矛科卫矛属的植物，是中国的特有植物。分布在中国大陆的江西、安徽、浙江等地，生长于海拔450米至1,900米的地区，一般生长在山地坡上以及岩石上的林阴中，目前尚未由人工引种栽培。